# (50) Virginia
(50) Virginia es un asteroide del cinturón de asteroides descubierto por James Ferguson en 1857.

## Descubrimiento y denominación
Virginia fue descubierto por James Ferguson el 4 de octubre de 1857 desde el Observatorio Naval de los Estados Unidos en Washington e independientemente por Robert Luther el 19 del mismo mes desde el Observatorio de Düsseldorf-Bilk, Alemania. Está nombrado por Virginia, una heroína legendaria de la historia de Roma, o por Virginia, un estado de los Estados Unidos.

## Características orbitales
Virginia está situado a una distancia media de 2,65 ua del Sol, pudiendo alejarse hasta 3,406 ua y acercarse hasta 1,894 ua. Tiene una inclinación orbital de 2,837° y una excentricidad de 0,2854. Emplea en completar una órbita alrededor del Sol 1576 días.

## Características físicas
La magnitud absoluta de Virginia es 9,24. Tiene un diámetro de 99,82 km y un periodo de rotación de 14,32 horas. Su albedo se estima en 0,0357. Virginia está asignado al tipo espectral X según la clasificación Tholen y al tipo Ch según la SMASSII.